# جون ديسيمون
جون ديسيمون (بالإنجليزية: John DeSimone)‏ هو محامي وسياسي أمريكي، ولد في 26 نوفمبر 1960 في بروفيدنس في الولايات المتحدة. حزبياً، نشط في الحزب الديمقراطي.